# Danh sách câu lạc bộ bóng đá ở Montenegro
Có 49 câu lạc bộ bóng đá Montenegro thi đấu ở play in Giải bóng đá hạng nhất quốc gia Montenegro, Giải bóng đá hạng nhì quốc gia Montenegro và Giải bóng đá hạng ba quốc gia Montenegro cũng như các giải đấu châu Âu khác.

## Giải bóng đá hạng nhất quốc gia Montenegro- 12 câu lạc bộ
- FK Mornar - Bar
- FK Budućnost - Podgorica
- FK Lovćen - Cetinje
- FK Grbalj - Radanovići
- FK Dečić - Tuzi
- FK Čelik - Nikšić
- FK Mladost - Podgorica
- FK Mogren - Budva
- OFK Petrovac - Petrovac
- FK Sutjeska - Nikšić
- FK Rudar - Pljevlja
- FK Zeta - Golubovci

## Giải bóng đá hạng nhì quốc gia Montenegro- 12 câu lạc bộ
- FK Arsenal - Tivat
- FK Bokelj - Kotor
- FK Bratstvo - Cijevna, Podgorica
- OSK Igalo - Igalo
- FK Cetinje - Cetinje
- FK Ibar - Rožaje
- FK Jedinstvo - Bijelo Polje
- FK Jezero - Plav
- FK Kom - Podgorica
- FK Berane - Berane
- FK Zabjelo - Zabjelo, Podgorica
- FK Zora - Spuž

## Giải bóng đá hạng ba quốc gia Montenegro- 29 câu lạc bộ

### Miền Bắc – 10 câu lạc bộ
- FK Brskovo - Mojkovac
- FK Tekstilac - Bijelo Polje
- FK Pljevlja - Pljevlja
- FK Polimlje - Murino
- FK Komovi - Andrijevica
- FK Prvijenac - Bijelo Polje
- FK Napredak - Berane
- FK Petnjica - Petnjica
- OFK Durmitor - Žabljak
- FK Gusinje - Gusinje

### Miền Trung – 10 câu lạc bộ
- FK Drezga - Piperi
- FK Grafičar - Podgorica
- FK Ribnica - Konik, Podgorica
- FK Gorštak - Kolašin
- Blue Star Masline - Podgorica
- FK Iskra - Danilovgrad
- FK Polet Stars - Nikšić
- FK Gornja Zeta - Podgorica
- FK Crvena Stijena - Tološi- Podgorica
- FK Partizan Momišići - Podgorica

### Miền Nam – 9 câu lạc bộ
- OFK Federal - Ulcinj
- FK Hajduk Bar - Bar
- FK Sloga - Radovici, Tivat
- OFK Bar - Bar
- FK Obilic Herceg Novi - Herceg Novi
- FK Sloga Bar - Stari Bar, Bar
- FK Orjen - Zelenika
- FK Bijela - Bijela
- FK Boka Metal Sutorina - Sutorina